# ディフェンシブタックル

ディフェンシブラインのポジション

ディフェンシブタックル (DT)は、アメリカンフットボール、カナディアンフットボールの守備のラインのポジションであり、スクリメージライン上の真ん中にセットする。守備ラインに偶数セットする4-3等のフォーメーションにおいては、「ディフェンシブタックル（DT）」、守備ラインに奇数セットする3-4等のフォーメーションにおいては、中央の選手が「ノーズタックル（NT）」と呼ばれるのが通常である。
パスプレーの時は、クォーターバックへプレッシャーを掛け、ランプレーにおいては中央からの突破を防ぐ役割を負う。長い距離を動くことがほとんど無いポジションであるため、瞬発的なパワーを必要とするポジションである。

## 背番号
ディフェンシブタックルの背番号は80番台を除く50番から99番と規定されている。